# Cuisles
Cuisles – miejscowość i gmina we Francji, w regionie Grand Est, w departamencie Marna.
Według danych na rok 2010 gminę zamieszkiwało 141 osób, a gęstość zaludnienia wynosiła 51 osób/km².